# ARD ZDF Deutschlandradio Beitragsservice
Служба абонемента АРД, ЦДФ и «Дойчландрадио» (ARD ZDF Deutschlandradio Beitragsservice) — организация без статуса юридического лица, с 1976 года осуществляющая в Германии сбор абонементной платы и финансирование Рабочего сообщества государственных телецентров ФРГ, Второго германского телевидения и Немецкого радио. До 2013 года называлась Центром сбора абонементной платы (Gebühreneinzugszentrale). Располагается в Кёльнском радиодоме.

## Руководство
Руководство организацией осуществляют:
- Административный совет (Verwaltungsrat), формируемый вещательными организациями земель и Немецким радио[1]
- Управляющий (Geschäftsführer)